# Ole Rømer
Ole Christensen Rømer (Århus, 25 de setembre de 1644 – Copenhaguen, 19 o 23 de setembre de 1710) va ser un astrònom danès, a qui se li atribueix la primera medició de la velocitat de la llum.

## Biografia

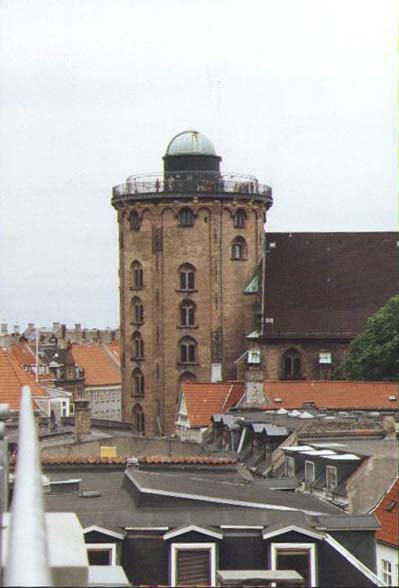
Rundetårn ("torre rodona") a Copenhaguen, al damunt de la qual la universitat va tenir el seu observatori des de mitjans del fins a mitjans del quan es va traslladar a noves instal·lacions. L'observatori actual es va construir al segle XX per atendre els aficionats.

Rømer va néixer el 25 de setembre de 1644 a Aarhus, fill del comerciant i patró Christen Pedersen (mort el 1663) i Anna Olufsdatter Storm (c. 1610 – 1690), filla d'un regidor benestant. Des de 1642, Christen Pedersen havia començat a utilitzar el nom de Rømer, que significa que era de l'illa danesa de Rømø, per distingir-se d'un parell d'altres persones anomenades Christen Pedersen. Hi ha pocs registres d'Ole Rømer abans de 1662, quan es va graduar a l'antiga Aarhus Katedralskole (l'escola de la catedral d'Aarhus), es va traslladar a Copenhaguen i es va matricular a la Universitat de Copenhaguen. El seu mentor a la Universitat va ser Erasmus Bartholin, que va publicar el seu descobriment de la doble refracció d'un raig de llum per l'espar d'Islàndia (calcita) el 1668, mentre Rømer vivia a casa seva. A Rømer se li va donar totes les oportunitats d'aprendre matemàtiques i astronomia utilitzant les observacions astronòmiques de Tycho Brahe, ja que Bartholin havia tingut la tasca de preparar-les per a la seva publicació.

### A França
Rømer va ser contractat pel govern francès: Lluís XIV el va nomenar tutor del Delfí, i també va participar en la construcció de les magnífiques fonts de Versalles. El 1672, mercès a la intervenció de Picard, va ingressar a l'acabada de crear Acadèmia de Ciències de París. L'esmentada acadèmia va ser creada el 1666 durant el regnat de Lluís XIV.
El seu ministre Colbert donava molta importància a la pretensió que França es convertira en primera potència científica i, amb fons aparentment il·limitats, va aconseguir que Christian Huygens, Jean Picard, i sobretot Giovanni Doménico Cassini s'uniren al projecte.

### Torna a Dinamarca
El 1681, Rømer va tornar a Dinamarca i va ser nomenat professor d’astronomia a la Universitat de Copenhaguen, i el mateix any es va casar amb Anne Marie Bartholin, la filla d'Erasmus Bartholin. També va ser actiu com a observador, tant a l'Observatori de la Universitat de Rundetårn com a casa seva, utilitzant instruments millorats de la seva pròpia construcció. Malauradament, les seves observacions no han sobreviscut: es van perdre en el gran incendi de Copenhaguen de 1728. No obstant això, un antic assistent (i més tard un astrònom per dret propi), Peder Horrebow, va descriure i escriure fidelment les observacions de Rømer.

### Mesures que va introduir
En la posició de Rømer com a matemàtic reial, va introduir el primer sistema nacional de pesos i mesures a Dinamarca l'1 de maig de 1683. Inicialment basat en el peu del Rin, es va adoptar un estàndard nacional més precís el 1698. Mesures posteriors dels estàndards fabricats per a la longitud i el volum mostren un excel·lent grau de precisió. El seu objectiu era aconseguir una definició basada en constants astronòmiques, utilitzant un pèndol. Això passaria després de la seva mort, ja que els aspectes pràctics ho feien massa imprecís en aquell moment. També és notable la seva definició de la nova milla danesa de 24.000 peus danesos (uns 7.532 m).
El 1700, Rømer va convèncer el rei perquè introduís el calendari gregorià a Dinamarca i Noruega. – una cosa que Tycho Brahe havia argumentat en va cent anys abans.

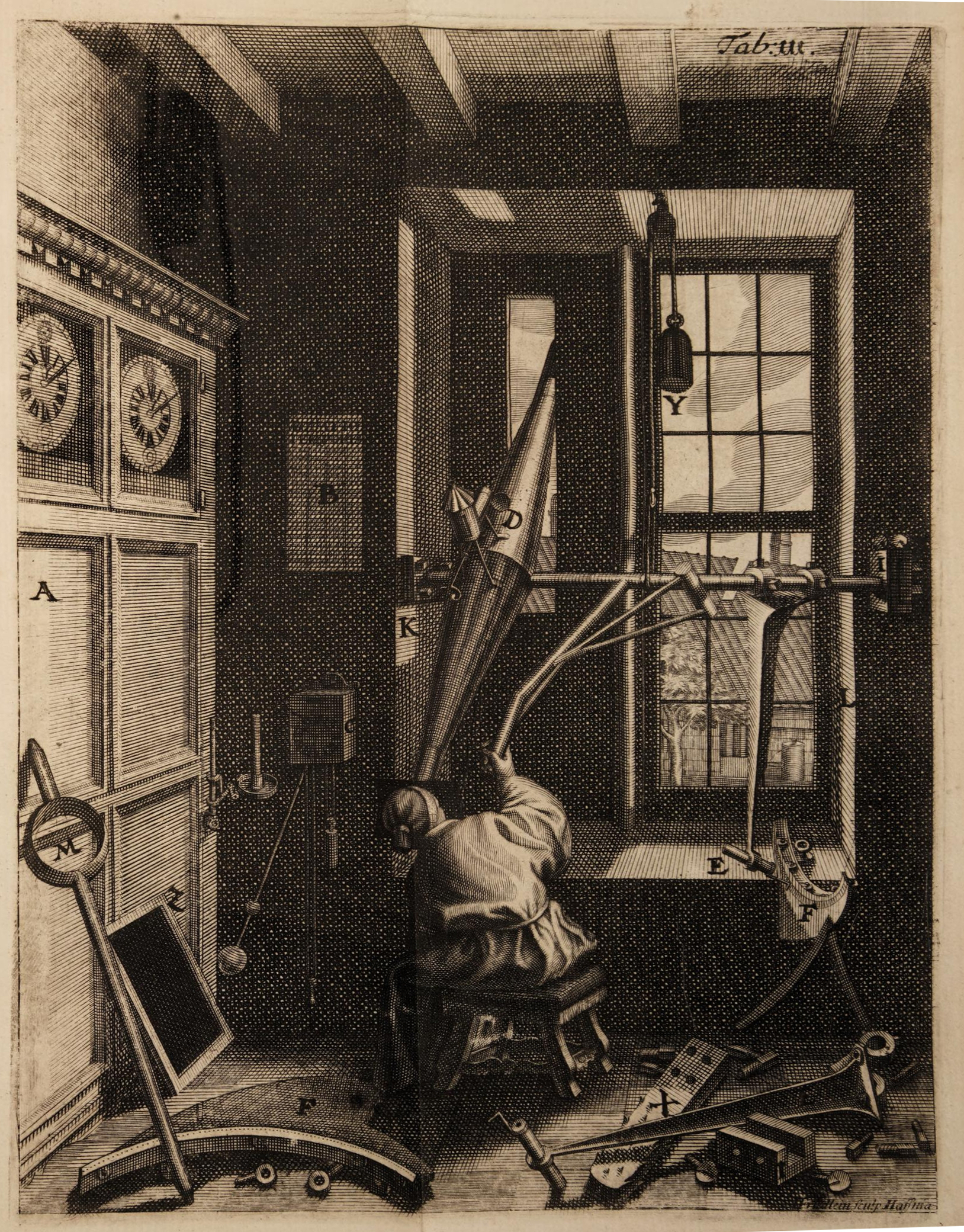
Ole Rømer a la feina

Rømer va desenvolupar una escala de temperatura mentre estava convalescent d'una cama trencada. Després de visitar Rømer el 1708, Daniel Gabriel Fahrenheit va començar a fabricar els seus termòmetres utilitzant una versió modificada de l'escala de Rømer que finalment va evolucionar cap a l'escala Fahrenheit encara popular als Estats Units i uns quants altres països.
Rømer també va establir escoles de navegació a diverses ciutats daneses.
El 1705, Rømer va ser nomenat segon cap de la policia de Copenhaguen, càrrec que va mantenir fins a la seva mort el 1710. Va ser l'inventor dels primers fanals (fanals d'oli) a Copenhaguen, i va treballar dur per intentar controlar els captaires, els pobres, els aturats i les prostitutes de Copenhaguen.
A Copenhaguen, Rømer va establir regles per construir noves cases, va recuperar el subministrament d'aigua i les clavegueres de la ciutat, es va assegurar que el departament de bombers de la ciutat tingués equipament nou i millor i va ser la força impulsora de la planificació i la construcció de nous paviments als carrers. i a les places de la ciutat.
Rømer va morir als 65 anys el 19 de setembre de 1710 a causa d'un càlcul de ronyó. Va ser enterrat a la catedral de Copenhaguen, que des de llavors ha estat reconstruïda després de la seva destrucció a la batalla de Copenhaguen (1807). Hi ha un monument modern.
Quasi tots els manuscrits de l'il·lustre astrònom es van perdre en el terrible incendi que va destruir l'Observatori de Copenhaguen el 20 d'octubre de 1728.

### Les llunes de Júpiter
Les observacions efectuades per Rømer i Giovanni Doménico Cassini del primer satèl·lit de Júpiter, van indicar una desigualtat, que els dos savis, van creure poder atribuir a la propagació successiva de la llum (Observatori París any 1676) i Cassini no va tardar a rebutjar aquella idea tan justa; al contrari Rømer la va mantenir, unint d'esta manera el seu nom a un dels més grans descobriments que enorgulleixen a l'astronomia moderna.
S'ha fet notar que després de la idea tan feliç d'atribuir les diferències que s'observen entre les voltes del primer satèl·lit de Júpiter als límits del con d'ombra durant la primera i la segona quadratura del planeta i de la propagació de la llum, Rømer, inexplicablement, va desdenyar demostrar que en la mateixa hipòtesi es trobava l'explicació de les desigualtats notades també en els altres tres satèl·lits.
Podria estranyar que no hi haja tractat, més exactament del que ho va fer, d'avaluar la velocitat de la llum. Horrebow, el deixeble predilecte de Römer i el seu més fervent admirador, fixa en 14m10s en compte de 8m13s el temps que tarda la llum a travessar la distància que separa al Sol de la Terra.

### La lent meridiana
Römer, que havia sigut testimoni a París de les dificultats per a fer moure en el pla del meridià la lent d'un quart de cercle mural, és a dir, una lent equilibrada sobre un eix molt curt i obligada a aplicar-se contínuament sobre un limbe imperfectament fet, va imaginar i va construir la lent meridiana.
Aquest instrument, que avui en dia pot veure's en qualsevol laboratori, li'l devem, per tant, a la inventiva de l'astrònom danès.

### El micròmetre
Se li deu també un enginyós micròmetre, d'ús molt comú en l'observació dels eclipsis, cap a finals del segle xvii. Amb aquest micròmetre es podia augmentar o disminuir la imatge del Sol o de la Lluna fins estigueren entre dos fils situats prop de l'ocular.

## Rømer i la velocitat de la llum
La determinació de la longitud és un problema pràctic important en cartografia i navegació. Felip III de Castella va oferir un premi per un mètode per determinar la longitud d'un vaixell fora de la vista de la terra, i Galileo Galilei va proposar un mètode per establir l'hora del dia i, per tant, la longitud, basant-se en els temps dels eclipsis de llunes de Júpiter, en essència utilitzant el sistema jovià com a rellotge còsmic; aquest mètode no es va millorar significativament fins que es van desenvolupar rellotges mecànics precisos al segle xviii. Galileo va proposar aquest mètode a la corona espanyola (1616–1617), però va resultar poc pràctic, a causa de les imprecisions dels horaris de Galileo i de la dificultat d'observar els eclipsis en un vaixell. No obstant això, amb perfeccionaments, es podria fer que el mètode funcioni a terra.
Després d'estudis a Copenhaguen, Rømer es va unir a Jean Picard el 1671 per observar uns 140 eclipsis de la lluna de Júpiter Io a l'illa de Hven a l'antiga ubicació de l'observatori d’Uraniborg de Tycho Brahe, prop de Copenhaguen, durant un període de diversos mesos, mentre a París Giovanni Domenico Cassini va observar els mateixos eclipsis. Comparant els temps dels eclipsis, es va calcular la diferència de longitud de París a Uraniborg.
Cassini havia observat les llunes de Júpiter entre 1666 i 1668, i va descobrir discrepàncies en les seves mesures que, al principi, va atribuir a la llum que tenia una velocitat finita. El 1672 Rømer va anar a París i va continuar observant els satèl·lits de Júpiter com a assistent de Cassini. Rømer va afegir les seves pròpies observacions a les de Cassini i va observar que els temps entre eclipsis (especialment els d'Io) es feien més curts a mesura que la Terra s'acostava a Júpiter, i més llargs a mesura que la Terra s'allunyava. Cassini va fer un anunci a l'Acadèmia de Ciències el 22 d'agost de 1676:
| « | Sembla que aquesta segona desigualtat es deu a que la llum triga un temps a arribar-nos des del satèl·lit; la llum sembla que triga uns deu a onze minuts [a travessar] una distància igual al mig diàmetre de l'òrbita terrestre. | » |

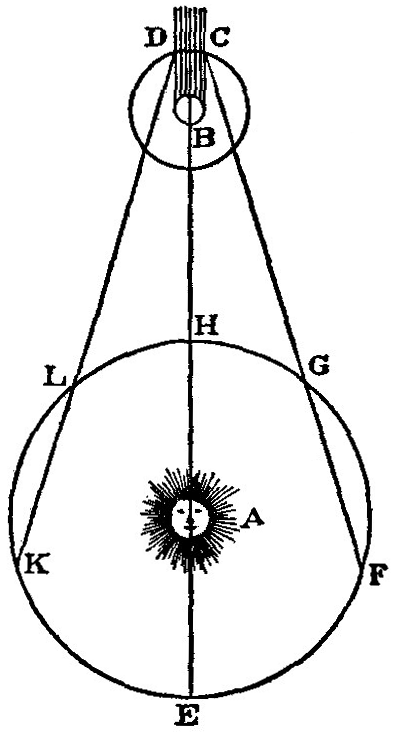
Il·lustració de l'article de 1676 sobre la mesura de la velocitat de la llum de Rømer. Rømer va comparar la durada de les òrbites d'Io quan la Terra es movia cap a Júpiter (F a G) i quan la Terra s'allunyava de Júpiter (L a K).

Curiosament, Cassini sembla haver abandonat aquest raonament, que Rømer va adoptar i es va dedicar a reforçar d'una manera irrefutable, utilitzant un nombre seleccionat d'observacions realitzades per Picard i ell mateix entre 1671 i 1677. Rømer va presentar els seus resultats a l'Acadèmia Francesa de les Ciències, i un periodista anònim els va resumir poc després en un breu article, Démonstration touchant le mouvement de la lumière trouvé par M. Roemer de l'Académie des sciences , publicat el 7 de desembre de 1676 al Journal des sçavans. Malauradament, el periodista, possiblement per amagar la seva incomprensió, va recórrer a una frase críptica, ofuscant el raonament de Rømer en el procés. El mateix Rømer mai va publicar els seus resultats.
El raonament de Rømer va ser el següent. En referència a la il·lustració, suposem que la Terra es troba al punt L i Io emergeix de l'ombra de Júpiter al punt D. Després de diverses òrbites d'Io, a 42,5 hores per òrbita, la Terra es troba al punt K. Si la llum no es propaga de manera instantània, el temps addicional que triga a arribar a K, que va calcular uns 3½ minuts, explicaria el retard observat. Rømer va observar immersions al punt C des de les posicions F i G, per evitar confusió amb eclipsis (Io ombrejat per Júpiter de C a D) i ocultacions (Io amagat darrere de Júpiter en uns quants angles). A la taula següent, les seves observacions el 1676, inclosa la del 7 d'agost, es creu que es trobaven al punt d'oposició H, i la observada a l'Observatori de París amb 10 minuts de retard, el 9 de novembre.
| Mes              | Dia              | Temps            | Marea | òrbites | mitjana (hores) |
| ---------------- | ---------------- | ---------------- | ----- | ------- | --------------- |
| maig             | 12               | 2:49:42          | C     |         |                 |
| 2.837.189 s      | 2.837.189 s      | 2.837.189 s      |       | 18      | 41.48           |
| juny             | 13               | 22:56:11         | C     |         |                 |
| 4.748.019 s      | 4.748.019 s      | 4.748.019 s      |       | 31      | 42,54           |
| agost            | 7                | 21:49:50         | D     |         |                 |
| 611.765 segons   | 611.765 segons   | 611.765 segons   |       | 4       | 42.48           |
| agost            | 14               | 23:45:55         | D     |         |                 |
| 764.718 segons   | 764.718 segons   | 764.718 segons   |       | 5       | 42.48           |
| agost            | 23               | 20:11:13         | D     |         |                 |
| 6.729.872 segons | 6.729.872 segons | 6.729.872 segons |       | 44      | 42.49           |
| nov              | 9                | 17:35:45         | D     |         |                 |

Per assaig i error, durant vuit anys d'observacions, Rømer va descobrir com tenir en compte el retard de la llum quan es calculava l'efemèride de Io. Va calcular el retard com a proporció de l'angle corresponent a la posició de la Terra determinada respecte a Júpiter, Δt = 22·(α⁄180°) [minuts]. Quan l'angle α és de 180° el retard passa a ser de 22 minuts, que es pot interpretar com el temps necessari perquè la llum travessi una distància igual al diàmetre de l'òrbita terrestre, H a E. (En realitat, Júpiter no és visible des del punt de conjunció E.) Aquesta interpretació permet calcular el resultat estricte de les observacions de Rømer: la proporció de la velocitat de la llum a la velocitat amb què la Terra orbita al voltant del sol, que és la relació entre la durada d'un any dividida per pi en comparació amb els 22 minuts
365·24·60⁄π·22 ≈ 7,600.
En comparació, el valor modern és aproximadament299,792 km s−1⁄29.8 km s−1 ≈ 10.100.
Rømer ni va calcular aquesta relació, ni va donar un valor per a la velocitat de la llum. No obstant això, molts altres van calcular una velocitat a partir de les seves dades, el primer va ser Christiaan Huygens; després de correspondre amb Rømer i obtenir més dades, Huygens va deduir que la llum viatjava16 2⁄3 diàmetres terrestres per segon, que és aproximadament 212.000 km/s.
L'opinió de Rømer que la velocitat de la llum era finita no es va acceptar del tot fins que James Bradley va fer mesures de l'anomenada aberració de la llum el 1727.
L'any 1809, fent servir novament les observacions d'Io, però aquesta vegada amb el benefici de més d'un segle d'observacions cada cop més precises, l'astrònom Jean-Baptiste Joseph Delambre va informar que el temps de viatge de la llum del Sol a la Terra era de 8 minuts i 12 segons. Depenent del valor assumit per a la unitat astronòmica, això produeix la velocitat de la llum només una mica més de 300.000 quilòmetres per segon. El valor modern és de 8 minuts i 19 segons i una velocitat de 299.792,458 km/s.
Una placa de l'Observatori de París, on va estar treballant l'astrònom danès, commemora el que va ser, en efecte, la primera mesura d'una magnitud universal feta en aquest planeta.